# Miss Piauí 2011
Miss Piauí 2011 foi a 53ª edição do tradicional concurso de beleza feminino de Miss Piauí, válido para a disputa de Miss Brasil 2011, único caminho para o Miss Universo. O concurso, coordenado pelo colunista social Nelito Marques, ocorreu no estúdio Maria Amélia Tajra com a presença de dezesseis (16) candidatas de distintos municípios do Estado, com transmissão simultânea pela TV Cidade Verde. A detentora do título no ano anterior, Lanna Lopes, coroou sua sucessora no final do evento, sendo esta a represente do município de Campo Maior, Renata Lustosa.

## Resultados

### Colocações
| Posição   | Cidade e Candidata               |
| Vencedora | - Campo Maior - Renata Lustosa   |
| 2º. Lugar | - Inhuma - Isabel Meneses        |
| 3º. Lugar | - Altos - Karyne Gomes           |
| 4º. Lugar | - Picos - Andressa Alves         |
| 5º. Lugar | - Castelo do Piauí - Diana Rocha |

### Prêmios Especiais
O concurso distribuiu somente o prêmio de Miss Simpatia este ano: 
| Prêmio        | Cidade e Candidata            |
| Miss Simpatia | - Porto Alegre - Paula Santos |

## Jurados

### Final
Ajudaram a eleger a campeã:
| 1. Fenelon Rocha, jornalista; 2. Carla Morgana, empresária; 3. Cristiana Fonsêca, designer; 4. Fátima Macêdo, Miss Piauí 1971; 5. Gisela Falcão, consultora de moda; 6. Evaldo Batista, cirurgião plástico; 7. Beatriz Ferraz, publicitária; | 1. Robert Rios, deputado; 2. Paulo André, empresário; 3. Nadja Rodrigues, assessora de imprensa; 4. Ludmila Alencar, proprietária da Up to Date Models; 5. Eugênio Fortes, educador físico; 6. Tony Trindade, jornalista; 7. Mauro Lopes, arquiteto; |

## Candidatas
Disputaram o título este ano:
| - Altos - Karine Gomes Nogueira - Bom Jesus - Thaís Lago - Campo Maior - Renata Lustosa - Castelo do Piauí - Diana Rocha - Domingos Mourão - Héllen de Castro - Floriano - Isadora Ribeiro - Francisco Santos - Kris Mary Santos - Inhuma - Isabel Meneses | - Miguel Leão - Emanuelly Morais - Monsenhor Gil - Jéssica Santos - Parnaíba - Lídia Vieira - Picos - Andressa Alves - Porto Alegre - Paula Santos - Santa Luz - Carina Woudling - Santa Rosa - Samarina de Jesus - Teresina - Daylane Araújo |